# 1996 aux États-Unis
Pour des articles plus généraux, voir Chronologie des États-Unis et 1996.
Chronologie des États-Unis
- 1992
- 1993
- 1994
- 1995
- 1996
- 1997
- 1998
- 1999
- 2000

Cette page concerne des événements d'actualité qui se sont produits durant l'année 1996 du calendrier grégorien aux États-Unis.

## Gouvernement
- Président : Bill Clinton
- Vice-président : Al Gore
- Secrétaire d'État : Warren Christopher
- Chambre des représentants - Président : Newt Gingrich (Parti républicain)

## Événements
- 7 janvier : compromis provisoire sur le budget entre le président et le Congrès. Fin du "Shutdown" (Arrêt des activités gouvernementales aux États-Unis). L'administration accepte une réduction supplémentaire des dépenses fédérales de 80 milliards de dollars en contrepartie d'un  retour à l'équilibre budgétaire sur 6 ans.
- 23 janvier : discours sur l'état de l'Union. Bill Clinton rappelle au Congrès que « l’indice de la misère » n’a jamais été aussi bas. Le président acte la victoire des Républicains au Congrès par le renoncement de certaines promesses de campagne (accroissement des allocations sociales pour les plus pauvres, encadrement des prix des soins médicaux...).
- 26 janvier : scandale Whitewater. Hillary Clinton doit déposer sous serment devant la justice.
- 8 février : Promulgation d'une loi réformant en profondeur le service des télécommunications aux États-Unis. Elle soumet à la plus importante restructuration de son histoire le secteur des télécommunications. L'ensemble du secteur est ouvert à la concurrence et marque l'achèvement du démantèlement du monopole d'AT&T de 1982.
- 4 avril : US Farm Bill. Loi mettant un terme à la régulation de la production agricole[1]. Les subventions fédérales seront versées aux agriculteurs de façon dégressive sur une période de 7 ans. Un certain nombre d'aides accordées à des produits comme le lait sont supprimées. Toute intervention fédérale dans la régulation de la production agricole sera supprimée à partir de 2002. Cette loi devrait permettre d'économiser 13 milliards de dollars sur le budget fédéral. Selon ses détracteurs, la loi coûtera plus cher à long terme à cause de la concurrence des marchés émergents et donc d'une hausse du chômage dans l'agriculture.
- 9 avril : Item Veto pour le Président à partir de 1997.
- 24 avril : Antiterrorism and Effective Death Penalty Act. Loi anti-terroriste qui autorise l’expulsion de tout émigré ayant été condamné une fois pour crime. Extension de la peine capitale à toute une série de crimes (viols, meurtres...) et affectation de 8 milliards de dollars à la construction de prisons.
- Avril : fusion de Nynex et de Bell Atlantic et de SBC et Pacific Telesis. Il ne reste plus que cinq compagnies régionales de téléphone.
- 20 mai : Arrêt Romer v. Evans, la Cour Suprême juge contraire à la constitution une loi du Colorado autorisant les discriminations envers les personnes homosexuelles.
- Mai : le Dow Jones atteint les 5800 points.
- Été : le Gartner Group publie ses premières estimations sur le projet Y2K (passage informatique à l'an 2000), qui s'élèveraient de 300 à 600 milliards de $ dans le monde.
- 17 juillet : explosion du Vol 800 TWA au large de Long Island.
- 19 juillet au 4 août : jeux olympiques d'été à Atlanta
- 27 juillet : attentat de l'extrême droite à Atlanta, lors des Jeux olympiques : 2 morts, 111 blessés.
- 28 juillet : découverte des ossements de l'Homme de Kennewick sur une rive du fleuve Columbia, à côté de la ville de Kennewick.
- 8 août : vote par le Congrès américain de la loi d'Amato-Kennedy
- 22 août : Personal Responsibility and Work Opportunity Act. Loi bouleversant le système de protection sociale aux États-Unis. La garantie du versement automatique et illimité d'allocations fédérales aux plus démunis est supprimée. Elle est remplacée par un versement sous conditions et limité dans le temps (maximum 5 ans) afin, selon la loi, de favoriser le retour à l’emploi. La loi prévoit que ces mesures réduiront les dépenses de protection sociale de 54 milliards de dollars sur 5 ans.
- 21 septembre : Le président William (« Bill ») Jefferson Clinton signe la loi "Defense of Marriage Act" (DOMA), qui dispose que le mariage ne peut être fait qu'entre un homme et une femme.
- 30 septembre : Illegal Immigration Reform and Immigrant Responsibility Act. Le président Clinton promulgue la loi sur la réforme de l'immigration irrégulière et sur la responsabilité des immigrants. Un seuil minimum de revenu de 125 % du seuil officiel de pauvreté est institué pour les personnes faisant venir des immigrants réguliers, et ils en seraient responsables pendant une durée d'au moins cinq ans. Les reconduites à la frontière sont étendues aux immigrants réguliers bénéficiant illégalement des programmes de prestations publiques et la nationalité américaine est refusée à toute personne qui peut être expulsée ou dont le répondant n’a pas honoré les dettes, associées à sa responsabilité financière. La loi prévoit également le déploiement de 12 000 agents fédéraux à la frontière mexicaine pour renforcer le contrôle des passages clandestins vers les États-Unis.
- 5 novembre : réélection du démocrate William (« Bill ») Jefferson Clinton comme président des États-Unis contre le républicain Robert Dole et l'indépendant Ross Perot avec 47 % des voix (45 % d’abstentions).
- Novembre : les électeurs californiens approuvent une mesure légalisant l'usage et la culture du cannabis médical.
- Remous autour d’affaires touchant la Maison-Blanche : Whitewater, transfert des dossiers du FBI, Travelgate…

## Économie et société
- 8,5 millions d’emplois créés depuis l’arrivée de Clinton.
- Inflation faible (moins de 3 %).
- 5,9 % de chômeurs
- Amélioration importante du déficit budgétaire à 2,0 % du PIB, conséquence de dépenses fédérales moins élevées et de recettes fiscales exceptionnelles.
- 240 000 soldats américains sont déployés à l’étranger, dont 85 000 dans les pays membres de l’OTAN.
- 1 650 000 détenus dans les prisons américaines. Le nombre de personnes incarcérées a augmenté de 109 % en 10 ans, depuis les premières lois fédérales de lutte contre les stupéfiants (administration Reagan).

## Culture

### Cinéma

#### Films américains sortis en 1996
- Roméo+Juliette de Baz Luhrmann

#### Autres films sortis aux États-Unis en 1996
- x

#### Oscars
- Meilleur film : Braveheart
- Meilleur réalisateur : Mel Gibson
- Meilleur acteur : Nicolas Cage
- Meilleure actrice : Susan Sarandon
- Meilleur film documentaire : Anne Frank Remembered
- Meilleure musique de film : Le facteur
- Meilleur film en langue étrangère : Antonia et ses filles

## Naissances en 1996
- 31 janvier : Joel Courtney, acteur.
- 9 février : Jimmy Bennett, acteur.
- 17 février : Sasha Pieterse, actrice.
- 18 mars : Madeline Carroll, actrice.
- 24 mars : Jack Johnson, chanteur.
- 14 avril : Abigail Breslin, actrice.
- 21 avril : Tavi Gevinson, blogueuse.
- 25 avril : Allisyn Ashley Arm, actrice.
- 6 mai : Dominic Scott Kay, acteur.
- 9 mai : Mary Matilyn Mouser, actrice.
- 20 mai : Madeline Taylor, actrice.
- 12 juillet : Jordan Romero, alpiniste.
- 23 juillet : Rachel G. Fox, actrice.
- 27 juillet : Ashlyn Sanchez, actrice.
- 21 août : Jamia Simone Nash, actrice et chanteuse.
- 1er septembre : Zendaya Coleman, actrice, chanteuse, danseuse et mannequin.
- 15 septembre : Jake Cherry, acteur.
- 3 octobre : Adair Tishler, actrice.
- 4 octobre : Ryan Lee, acteur.
- 22 octobre : Jillian Henry, actrice.
- 3 novembre : Aria Wallace, actrice et chanteuse.
- 6 décembre : Stefanie Scott, actrice et chanteuse.
- 11 décembre : Hailee Steinfeld, actrice.
- 29 décembre : Dylan Minnette, acteur.

## Décès en 1996
- 13 septembre: Tupac Shakur, chanteur, rappeur